# Tumeur
 (mars 2012).
Si vous disposez d'ouvrages ou d'articles de référence ou si vous connaissez des sites web de qualité traitant du thème abordé ici, merci de compléter l'article en donnant les références utiles à sa vérifiabilité et en les liant à la section « Notes et références ».
Le terme tumeur (du latin tumere, enfler) désigne, en médecine, une augmentation de volume d'un tissu, sans précision de cause.
C'est une néoformation de tissus corporels (néoplasie) qui se produit à la suite d'un dérèglement de la croissance cellulaire, de type bénin ou malin (quand il s'agit d'une tumeur maligne, on parle de cancer).
Une néoplasie peut concerner n'importe quel type de tissu. En fonction de la localisation de la tumeur et de la fonction du tissu affecté, elle peut conduire à un dysfonctionnement des organes et nuire à l'ensemble de l'organisme, voire causer sa mort.
Les tumeurs peuvent survenir chez tous les organismes multicellulaires, y compris les plantes.

## Classification

### Type de croissance

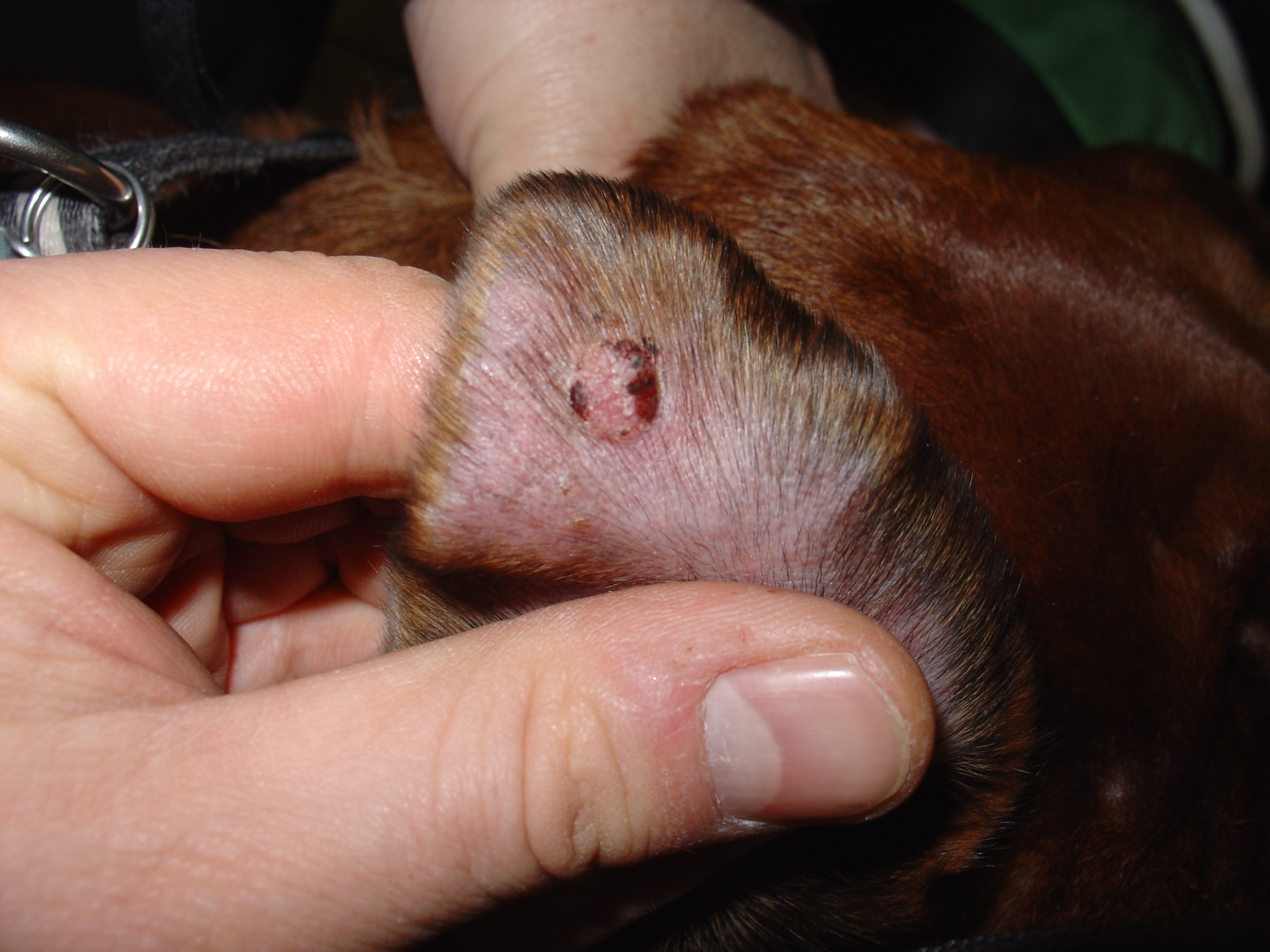
Histiocytome (bénin).

On distingue les tumeurs bénignes et malignes :
- les tumeurs bénignes sont des tumeurs souvent sans gravité, c'est-à-dire ne pouvant donner lieu à des tumeurs filles (métastases), comme c'est le cas des verrues ou des grains de beauté. Les tumeurs bénignes affectant la peau sont néanmoins parfois perçues comme inesthétiques et peuvent donner lieu à une ablation. Cependant, une tumeur bénigne peut entraîner des complications graves (compression, inflammation, etc.) par son action mécanique ;

- les tumeurs malignes sont souvent désignées sous le terme de cancer. En plus d'attaquer les tissus environnants, elles produisent des tumeurs filles (métastases) qui se propagent à travers le sang ou la lymphe.

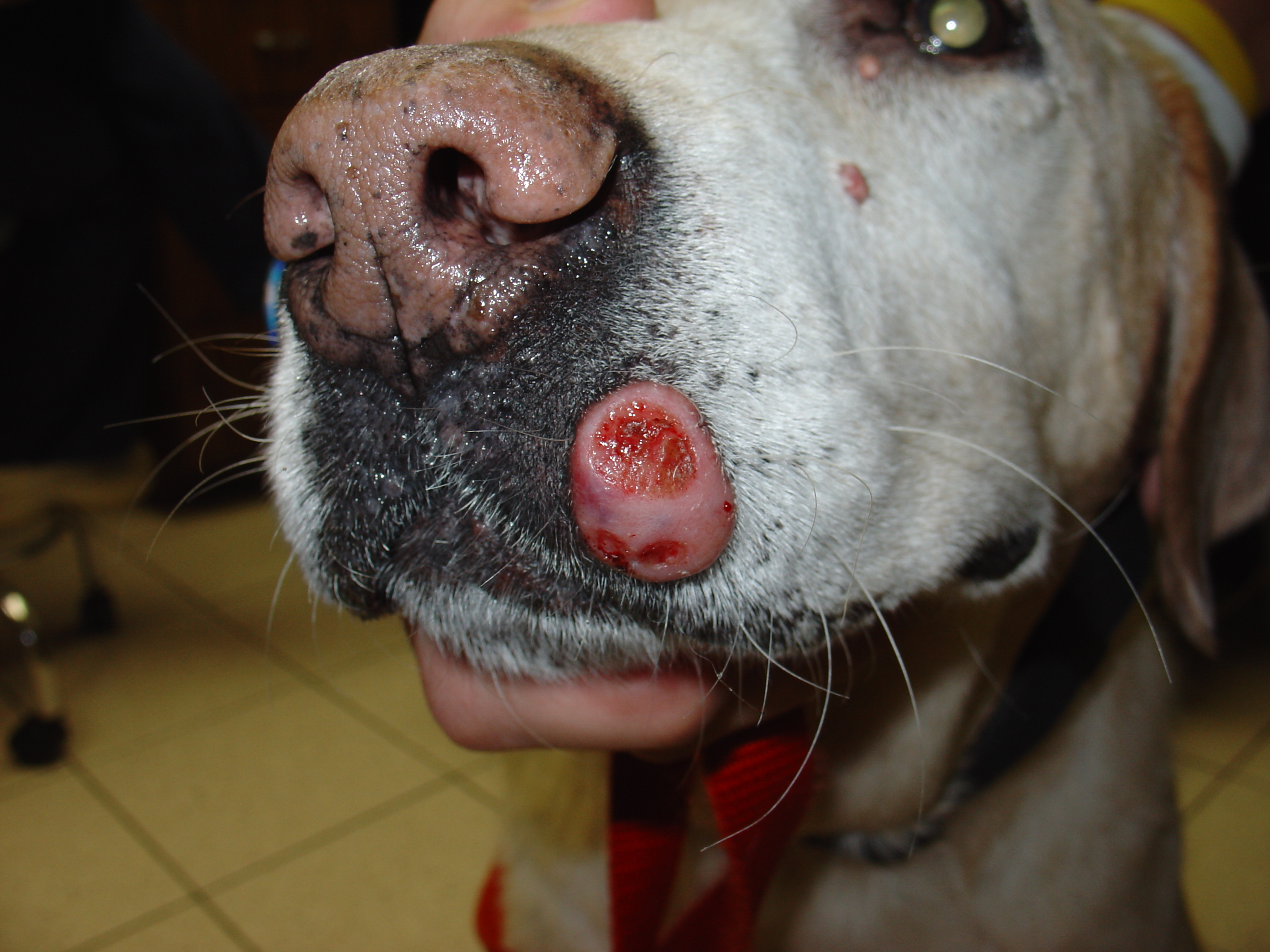
Tumeur maligne de la lèvre chez un chien.

|                          | Bénigne                                                           | Maligne                                                                                  |
| ------------------------ | ----------------------------------------------------------------- | ---------------------------------------------------------------------------------------- |
| Croissance               | lente                                                             | rapide, invasive                                                                         |
| Délimitation             | bien délimitée (capsule, pseudo-capsule)                          | mal délimitée                                                                            |
| Différenciation          | bien différenciée, tissu homologue                                | immature, tissu hétérologue                                                              |
| Concentration cellulaire | faible                                                            | élevée                                                                                   |
| Altération cellulaire    | peu ou pas d'altération, faible activité mitotique                | taux de mutation élevé, nombreuses altérations atypiques, division cellulaire importante |
| Déroulement              | longue période, peu de symptômes, pas de métastase, récidive rare | courte période, souvent létal, présence de métastases, récidive fréquente                |

### Tissu d'origine
Le nom de la tumeur est formé généralement en ajoutant le suffixe -ome au nom du tissu. On parle cependant d'un épithélioma et non d'un épithéliome. Certains termes sous-entendent la nature cancéreuse de la lésion (carcinome, sarcome), d'autres non (adénome, fibrome).

### Typologie
Les tumeurs sont classées selon leur localisation et surtout selon leur aspect morphologique microscopique, leur différenciation, leur ressemblance avec les tissus normaux.
- Tumeur épithéliale
- Tumeur conjonctive

### Principaux types
- Épithélium : adénome, carcinome
- Tissu conjonctif : tumeur conjonctive (fibrome, sarcome, ostéome)

## Conséquences pour l'organisme
Les tumeurs bénignes se développent en général lentement et ne nuisent pas à l'organisme. Certaines d'entre elles peuvent néanmoins par la suite dégénérer et muter en tumeurs malignes. On peut citer notamment les polypes de l'intestin (adénome du côlon), qui dégénèrent souvent en adénocarcinomes (séquence adénome-carcinome). Les adénomes producteurs d'hormones peuvent provoquer à travers celles-ci des maladies graves.
Les tumeurs, bénignes ou malignes, peuvent également entraîner les complications suivantes :
- Obstruction mineure des organes creux (lumen) et compression des organes adjacents ;
- Sécrétion ectopique d'hormones (ACTH, parathormone, insuline).
- Compressions cérébrales : tumeurs bénignes des tissus cérébraux (méningiome).

## Thérapie
Elle dépend du type de la tumeur : bénigne ou maligne.
Dans le premier cas, son ablation chirurgicale, appelée  tumorectomie, permet d'obtenir une guérison, en règle, sans récidive. Elle n'est proposée que si la tumeur est gênante pour le ou la patiente ou si elle comporte un risque de compression d'une structure adjacente. La lumpectomie est la tumorectomie de la tumeur du sein.
Le traitement d'un cancer pose des problèmes beaucoup plus spécifiques.
Les médicaments utilisés par la chimiothérapie sont dits anti-tumoraux ou anticancéreux ; ils comprennent notamment des dérivés toxiques du platine (cisplatine, carboplatine, nédaplatine (en) et lobaplatine).
La thermoablation par échothérapie est un procédé qui permet, selon les premiers résultats, de retirer 70 à 80 % des cellules de tumeurs bénignes sans toucher d'autres organes que ceux touchés par la tumeur.

## Terminologie, le suffixe -ome
Les tumeurs sont renseignées dans leur nom par le suffixe -ome (du grec ancien -ωμα / -ôma, suffixe déjà utilisé pour désigner une tumeur). La 1re partie de l'expression désigne soit le tissu atteint, soit l’aspect de la tumeur ou son origine.
- adamantinome : tumeur maligne rare du tissu osseux ;
- adénocarcinome : tumeur maligne développée aux dépens d'un épithélium glandulaire ;
- adénome : tumeur bénigne pouvant affecter une glande (préfixe adéno-) ou bien une muqueuse ;
- angiome : toute malformation résultant de vaisseaux sanguins (préfixe angi-) ou lymphatiques anormalement dilatés ;
- angiomyolipome : tumeur rénale ;
- angiosarcome : tumeur maligne qui se développe à partir des éléments conjonctifs de la paroi des vaisseaux sanguins ou lymphatiques ;
- astrocytome : Tumeur des Astrocytes ;
- blastocytome : tumeur maligne développée à partir d'un type cellulaire embryonnaire (suffixe blasto-, germe) ;
- blastome : tumeur maligne d’origine embryonnaire ;
- carcinome : cancer développé à partir d'un tissu épithélial (peau, muqueuse) ;
- cholangiocarcinome : tumeur développée à partir de l'épithélium tapissant les voies biliaires (carcinome)
- chondrome : tumeur du cartilage (préfixe chondro-) ;
- chondrosarcome : tumeur maligne des cartilages, sarcome ;
- choriocarcinome : tumeur maligne du trophoblaste, généralement du placenta, tumeur germinale pouvant se développer dans les ovaires ou les testicules ;
- condylome : verrues provoquées par une infection sexuellement transmissible ;
- corticosurrénalome : cancer rare développé à partir de la couche extérieure de la surrénale (cortex surrénalien ou corticosurrénale) ;
- cystadénome : formation tumorale glandulaire constituant une masse kystique à revêtement interne lisse ou papillaire ;
- dysgerminome : tumeur maligne développée aux dépens des cellules germinales primitives présentes dans les ovaires ;
- embryome : néoplasme fait de cellules ou de tissus de type embryonnaire ;
- épitheliome : tumeur maligne qui se forme aux dépens des épithéliums. Carcinome;
- fibroadénome ou adénofibrome : tumeur bénigne développée aux dépens d'éléments glandulaires (adénome) et accompagnée d'une prolifération de tissu conjonctif fibreux (fibrome) ;
- fibrome : tumeur bénigne développée par prolifération fibroblastique pure ;
- ganglioneurome :  tumeur rare et bénigne des fibres nerveuses autonomes ;
- glaucome :  maladie dégénérative du nerf optique ;
- glioblastome : tumeur primitive du cerveau la plus fréquente et la plus agressive ;
- gliome : ensemble des tumeurs cérébrales, bénignes ou malignes, issues des cellules gliales (tissu de soutien neuronal; préfixe gli-, gluant) ;
- granulome : petites papules érythémateuses ou tumeurs vasculaires inflammatoires ou diverses formes d'amas de cellules épithélioïdes entourés de lymphocytes, qui apparaissent sur la peau, des muqueuses ou dans les organes internes ;
- hémangiome :  tumeur bénigne des cellules qui tapissent les vaisseaux sanguins (préfixe angio-) ;
- hémangiosarcome : sarcome (tumeur cancéreuse) qui se développe dans la paroi des vaisseaux sanguins ;
- hématome : collection de sang se formant dans une cavité naturelle ou à l'intérieur d'un tissu, à la suite d'une hémorragie (préfixe héma-, sang);
- hépatoblastome : cancer du foie (préfixe hépato-)
- hépatome : tumeur primitive du foie qui peut être bénigne ou maligne ;
- histiocytofibrome : tumeur bénigne sous-cutanée (dermohypodermique) fréquente chez l'adulte ;
- histiocytome : tumeur de la peau bénigne (préfixe histos-, tissu, trame) ;
- hybridome : cellule provenant de l'hybridation artificielle de cellules lymphoïdes normales de mammifères et de cellules myélomateuses de tumeurs malignes du système immunitaire ;
- hygrome : hydropisie des bourses muqueuses sous-cutanées, particulièrement au genou, devant la rotule ;
- léiomyome :  tumeur bénigne formée de cellules musculaires lisses ;
- lipome : tumeur du tissu gras ou adipeux, en règle générale bénigne, formée de globules graisseux et se présentant comme une tuméfaction souple ou molle située sous la peau (préfixe lipo-, gras);
- liposarcome :  cancer se formant aux dépens des adipocytes ;
- lymphome : cancer du système lymphatique qui se développe aux dépens des lymphocytes (préfixe lymphe-, eau) ;
- médulloblastome : tumeur cérébrale située à l’arrière de l’encéphale, dans le cervelet (préfixe médullo-, moelle) ;
- mélanome : cancer de la peau ou des muqueuses, développé aux dépens des mélanocytes (tumeur mélanocytaire) (préfixe méla-, noire) ;
- méningiome : tumeur cérébrale développée à partir de cellules des enveloppes du cerveau et de la moelle épinière appelées les méninges ;
- mycétome : « pseudo-tumeur » inflammatoire localisée dans un tissu sous-cutané ;
- myélome : cancer hématologique (préfixe myélo-, moelle) ;
- myome : tumeur formée de tissu musculaire ;
- néphroblastome : tumeur du rein chez l'enfant ;
- neurinome: tumeur nerveuse bénigne ;
- neuroblastome: tumeur solide extra-crânienne la plus fréquente chez le jeune enfant ;
- neurome : tumeur bénigne sous-cutanée du tissu nerveux ;
- névrome : tumeur bénigne sous-cutanée du tissu nerveux ;
- odontome : tumeur produite par la dentine (préfixe odont-, dent);
- oligodendrogliome : forme rare de gliome ;
- ostéome :  tumeur bénigne osseuse ;
- ostéosarcome :  tumeurs malignes osseuses primaires ;
- papillome : tumeur bénigne constituée d'axes conjonctifs bordés par des cellules épithéliales ;
- paragangliome : tumeur du système endocrinien ;
- phéochromocytome : tumeur se développant à partir des cellules chromaffines de la médullo-surrénale ;
- pinéaloblastome : tumeur très rare qui se développe dans l'épiphyse dans le cerveau ;
- pinéalome : tumeur de la glande pinéale ;
- plasmocytome : tumeur maligne développée à partir de plasmocytes;
- psammome : tumeur bénigne ou maligne dans laquelle se forment des concrétions calcaires (préfixe psamm-, sable);
- rhabdomyome : tumeurs bénignes des fibres musculaires striées ;
- rhabdomyosarcome :
- rétinoblastome :
- sarcome : tumeur maligne qui se forme aux dépens du tissu conjonctif ou des tissus qui en dérivent comme le tissu cartilagineux ou le tissu osseux ;
- schwannome :  tumeur nerveuse bénigne développée à partir des cellules de Schwann ;
- séminome : cancer qui se développe dans les testicules ou les ovaires ;
- staphylome : ectasie ou distension d'une partie de la paroi du globe oculaire ;
- synovialosarcome : tumeurs malignes de tissus mous au niveau de membres et de voisinage des grosses articulations ;
- tératocarcinome : formes malignes de tératomes ;
- tératome : tumeur à tissus multiples et disposés de façon anarchique, d’origine embryonnaire ou fœtale ;
- textilome : complication postopératoire très rare. Lésion iatrogène développée autour d'un corps étranger textile oublié lors d'une intervention chirurgicale.